# Dard Hunter

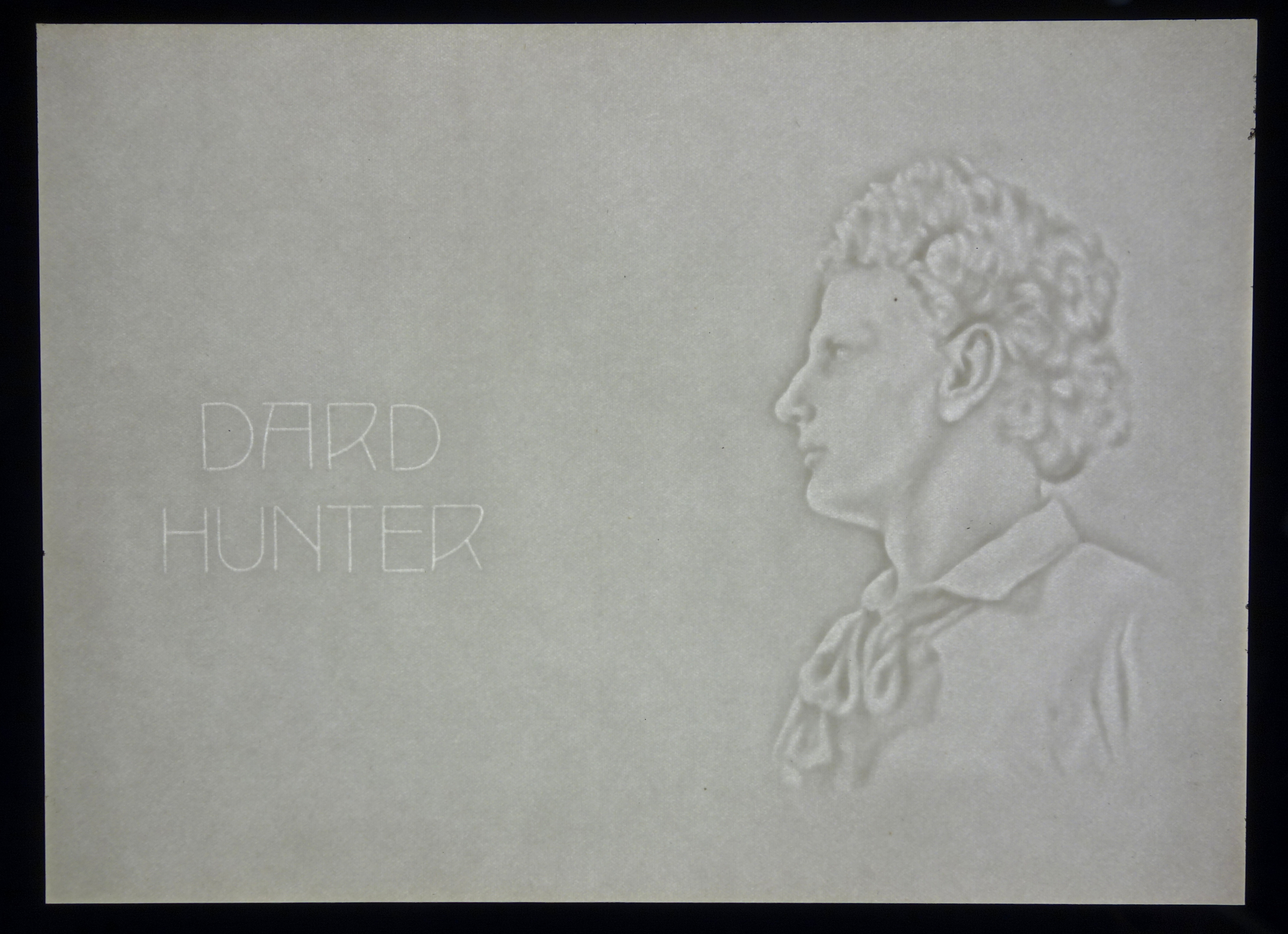
Dard Hunter, autorretrato em marca d'água.

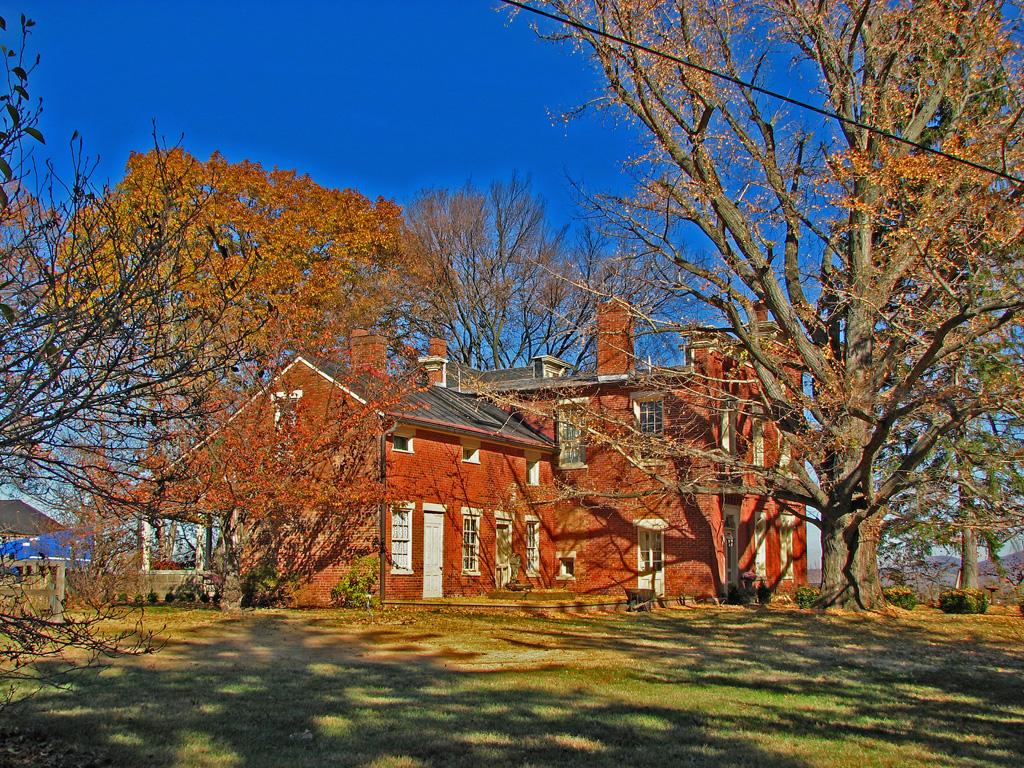
Frente da Mountain House em Chillicothe.

William Joseph "Dard" Hunter (29 de novembro de 1883 - 20 de fevereiro de 1966) foi uma autoridade americana em impressão, papel e fabricação de papel, especialmente à mão, usando ferramentas e técnicas do século XVI. Ele é conhecido, entre outras coisas, pela produção de duzentas cópias do seu livro Old Papermaking, para o qual preparou todos os aspetos: Hunter escreveu o texto, projetou e fundiu os tipos, fez a composição, fez o papel à mão e imprimiu e encadernou o livro. Uma exposição na Smithsonian Institution que apareceu com o seu trabalho dizia: "Em toda a história da impressão, estes são os primeiros livros a serem feitos integralmente pelo trabalho de um homem." Ele também escreveu Papermarking by Hand in America (1950), um empreendimento semelhante, mas ainda maior.
Ativo no movimento Arts and Crafts, Hunter criou e defendeu muitos outros tipos de artes e ofícios feitos à mão, publicando os seus próprios guias, como Things You Can Make. Ele fez experiências com cerâmica, joias, vitrais e móveis. Ele também fundou uma escola por correspondência, a Dard Hunter School of Handicrafts.

## Biografia

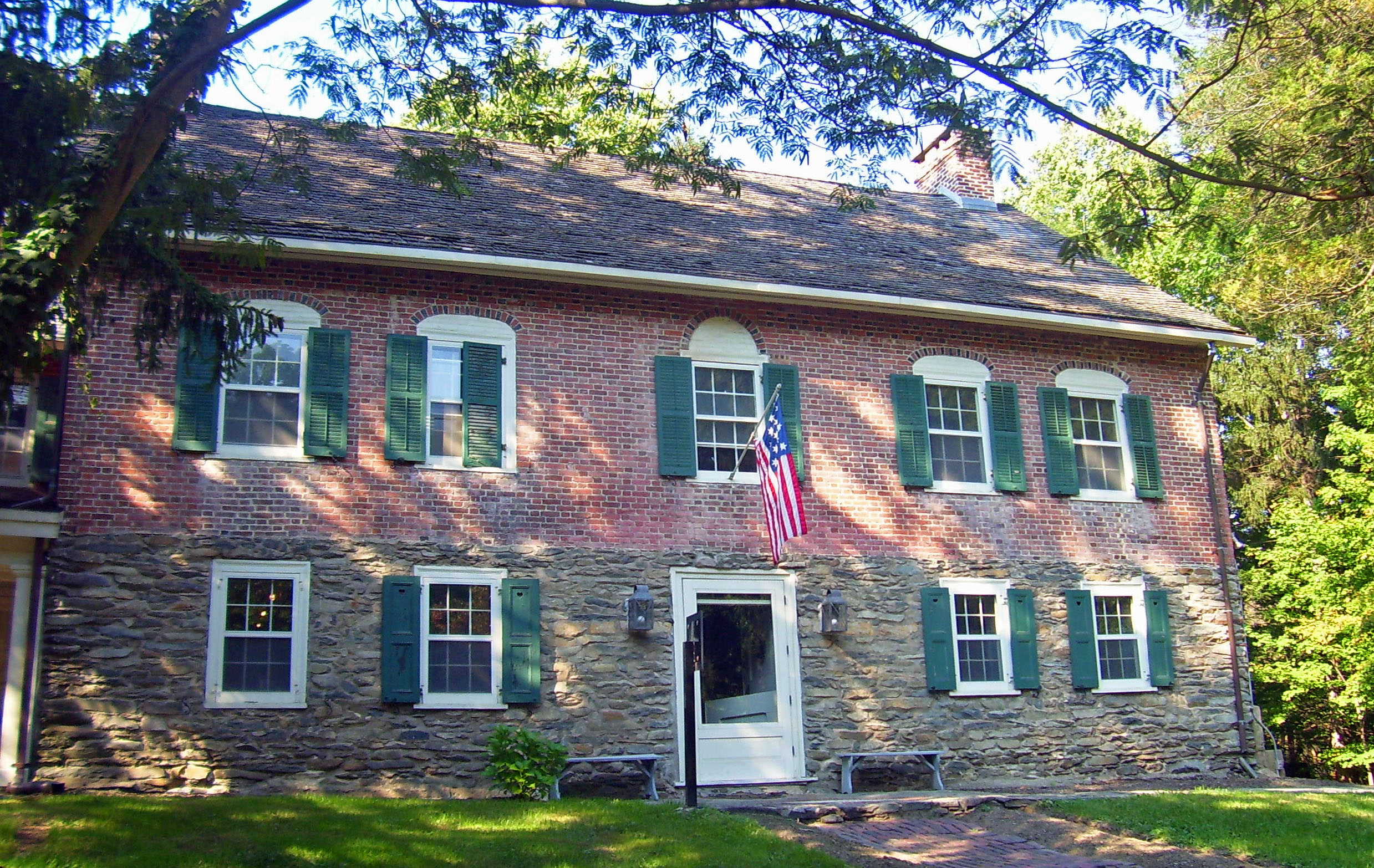
A Gomez Mill House, lar da família Hunter durante a década de 1910.

Hunter nasceu e foi criado em Steubenville, Ohio, onde o seu pai publicava um jornal e dirigia uma gráfica. De 1900 a 1903, ele frequentou a Universidade Estadual de Ohio. Ele começou a sua carreira em East Aurora, Nova Iorque, com um emprego na Roycroft, a empresa de artes e ofícios de Elbert Hubbard. Em 1908, Hunter casou-se com Edith Cornell, uma pianista que conheceu em Roycroft, e o casal passou a lua de mel em Viena, um local inspirado pelo interesse de Hunter por Josef Hoffmann. Hunter retornou à Europa para estudar fabricação de papel na Itália e formou-se no Instituto Real Imperial de Ensino Gráfico e Experimental de Viena (KK Graphische Lehr und Versuchsanstalt).
O casal foi para Londres em 1911, onde trabalhou como designer comercial no Norfolk Studios. Uma exposição no Museu de Ciências de Londres despertou o seu interesse pela fabricação de papel. Na sua exploração da fabricação primitiva e inicial de papel, ele viajou para o Leste Asiático e regiões do Pacífico, como Samoa, Tonga e Fiji.
Em 1912, eles retornaram aos Estados Unidos, e Hunter comprou e mudou-se para a Gomez Mill House, perto de Marlboro, Nova Iorque. Ele construiu uma pequena fábrica de papel lá e produziu os seus primeiros livros sobre fabricação de papel. O papel artesanal não era produzido na América naquela época; ele tinha que ser comprado na Europa. O seus aparelhos ingleses de fabricação de papel tinham três séculos de idade e eram operados por uma roda de água de madeira. Ao longo de quarenta e seis anos, ele escreveu vinte livros sobre a fabricação de papel, oito dos quais foram impressos à mão.
Em 1919, a família Hunter retornou ao Ohio e comprou a "Mountain House" de 1852 em Chillicothe, que havia sido construída para produtores de vinho alemães. Hunter usou uma ala anexa à casa para o seu estúdio de impressão tipográfica, chamado Mountain House Press, onde produziu oito livros artesanais, escreveu vinte livros sobre o tema da fabricação de papel e foi um editor ativo entre 1922 e 1956. Em 1958, ele publicou a sua autobiografia, My Life with Paper.
Em 1930, a produção começou num moinho comercial de um tanque, numa antiga fundição de ferro em Salmon Fells Kill, em Lime Rock, Connecticut, que ele havia comprado e começado a transformar em 1928. Representou uma despesa, no total, de quase US$ 35.000, cerca de US$488.000 em valores de 2017. Embora tenha operado até 1933, foi um fracasso financeiro.
Hunter abriu o Museu do Papel Dard Hunter no Instituto de Tecnologia de Massachusetts em 1939, que ele considerou a sua maior realização. Foi transferido para o Instituto de Química do Papel em Appleton, Wisconsin, em 1954. O Museu do Papel Robert C. Williams agora compreende a maior parte da coleção do Instituto de Ciência e Tecnologia do Papel, no campus do Instituto de Tecnologia da Geórgia, em Atlanta.
Hunter foi um bolsista Rosenbach em Bibliografia na Universidade da Pensilvânia.

## Morte e legado
Hunter morreu em 20 de fevereiro de 1966, em Chillicothe, Ohio, e deixou dois filhos. A sua esposa tinha morrido em 1951. Hunter está enterrado no Cemitério Grandview, Chillicothe, Condado de Ross, Ohio.
Membros da sua família mantêm o Dard Hunter Studios na histórica Mountain House, que está aberto ao público mediante agendamento. O estúdio oferece uma biblioteca online. Além dos livros escritos durante a sua vida, Dard Hunter & Son é uma homenagem à obra de Hunter. O livro de 1998 foi selecionado e exibido na exposição Ninety from the Nineties da Biblioteca Pública de Nova Iorque de 2003-2004.
Para promover e continuar a tradição da fabricação artesanal de papel e da arte do livro, a Friends of Dard Hunter foi fundada em 1981.
Os livros de Hunter sobre a fabricação de papel foram inspiradores para o fabricante de papel Douglass Morse Howell.